# Zielona mila (film)
Zielona mila (ang. The Green Mile) – amerykański film fabularny z 1999 roku w reżyserii Franka Darabonta, z Tomem Hanksem i Michaelem Duncanem w rolach głównych.
Scenariusz filmu oparty jest na powieści Stephena Kinga pod tym samym tytułem.
W roku 2000 film był nominowany do Oscara w czterech kategoriach (najlepszy aktor drugoplanowy, najlepszy film, najlepsza muzyka filmowa, najlepszy scenariusz adaptowany), nie zdobył jednak żadnej statuetki. Serwis Rotten Tomatoes przyznał mu wynik 80%.

## Fabuła
Zielona mila jest historią opowiedzianą przez wiekowego Paula Edgecomba (Dabbs Greer) w domu spokojnej starości. Po obejrzeniu filmu pt. Top Hat przypomina sobie pewne zdarzenia i opowiada swojej przyjaciółce, Elaine Connely (Eve Brent), o niezwykłym więźniu, którego spotkał w lecie 1935 roku, gdy pracował jako strażnik więźniów skazanych na karę śmierci w więzieniu w Luizjanie. Blok, na którym pracował, nazywany był zieloną milą ze względu na kolor linoleum leżącego na podłodze. Niemym bohaterem celi śmierci jest również krzesło elektryczne (zwane Starą Iskrówą, ang. Old Sparky), oczekujące na swoje ofiary.
Pewnego dnia na oddział trafia olbrzymi, czarnoskóry John Coffey (Michael Clarke Duncan), oskarżony o zamordowanie dwóch białych dziewczynek. Coffey okazuje się łagodnym olbrzymem, bojącym się ciemności i czasami płaczącym. Niedługo ujawnia swoje niezwykłe zdolności uzdrawiające przez wyleczenie Paula Edgecomba (Tom Hanks) z zapalenia pęcherza moczowego oraz ożywienie myszy.
Percy Wetmore (Doug Hutchison) jest wrednym, sadystycznym strażnikiem lubiącym sprawiać cierpienie innym. Ma również wysoko postawionego wujka (jest bratankiem żony gubernatora stanu), który „załatwił” mu tę pracę i nie bardzo można pozbyć się go z obecnego stanowiska. Za pozwolenie wykonania wyroku obiecuje przenieść się na inne miejsce. Podczas wykonania wyroku Percy umyślnie nie moczy gąbki, umożliwiającej lepszy przepływ prądu, by zobaczyć efekty. Skazany więzień, Eduard Delacroix (Michael Jeter), umiera przez dość długi czas w strasznych męczarniach, a także zapala się, co wywołuje panikę wśród świadków.
Strażnicy wykorzystują zdolności uzdrawiające Johna, by wyleczyć żonę naczelnika więzienia. Po powrocie do więzienia John przenosi jej chorobę na Percy’ego Wetmore’a, by go ukarać za to, co zrobił z Eduardem Delacroix. Pod wpływem Coffeya kompletnie oderwany od rzeczywistości Percy zabija jednego z więźniów – Dzikiego Billa (Sam Rockwell), a następnie zostaje umieszczony w zakładzie dla obłąkanych. Paul utwierdza się w przekonaniu, że John jest niewinny, a proces był czysto formalny (znaleziono go tulącego do siebie martwe dziewczynki – czarny musi być winny, choć w rzeczywistości wcale ich nie zabił, tylko znalazł i próbował pomóc za pomocą swoich zdolności, prawdziwym mordercą był Dziki Bill), ale nie ma na to dowodów. Egzekucja musi się odbyć. Przed śmiercią John ogląda ten sam film, który oglądał Paul na początku filmu. Była to ostatnia egzekucja, w której uczestniczyli Paul i Brutus, po tym zdarzeniu przenieśli się do pracy w domu poprawczym.

## Obsada
- Tom Hanks – Paul Edgecomb
  - Dabbs Greer – stary Paul Edgecomb
- Eve Brent – Elaine Connely
- David Morse – Brutus „Brutal” Howell
- Bonnie Hunt – Jan Edgecomb
- Michael Clarke Duncan – John Coffey
- Jeffrey DeMunn – Harry Terwilliger
- Barry Pepper – Dean Stanton
- Brent Briscoe – Bill Dodge
- Bill McKinney – Jack Van Hay
- James Cromwell – naczelnik więzienia Hal Moores
- Patricia Clarkson – Melinda Moores
- Michael Jeter – Eduard Delacroix
- Graham Greene – Arlen Bitterbuck
- Doug Hutchison – Percy Wetmore
- Sam Rockwell – William „Dziki Bill” Wharton
- Harry Dean Stanton – Toot-Toot
- Brian Libby – Rob McGee
- William Sadler – Klaus Detterick
- Evanne Drucker – Katie Detterick
- Christopher Joel Ives – Howie Detterick
- Bailey Drucker – Cora Detterick
- Paula Malcomson – Marjorie Detterick
- Gary Sinise – Burt Hammersmith

## Ekipa filmowa
- Reżyser: Frank Darabont
- Scenariusz: Frank Darabont na podstawie powieści Stephena Kinga
- Produkcja: David Valdes i Frank Darabont
- Muzyka: Thomas Newman
- Zdjęcia: David Tattersall
- Montaż: Richard Francis-Bruce
- Scenografia: Terence Marsh
- Kostiumy: Karyn Wagner
- Casting: Mali Finn

## Nagrody
- 2000
  - Akademia Filmów Science Fiction, Fantasy & Horrorów (ang. Academy of Science Fiction, Fantasy & Horror Films, USA) – Nagroda Saturna za:
    - najlepszy film akcji/przygodowy/thriller
    - najlepszy aktor drugoplanowy – Michael Clarke Duncan
    - najlepszą aktorkę drugoplanową – Patricia Clarkson

  - Nagroda BMI Film & TV (ang. BMI Film & TV Awards)
    - za muzykę do filmu – Thomas Newman

  - Black Reel Awards
    - za najlepszego aktora drugoplanowego – Michael Clarke Duncan

  - Blockbuster Entertainment Awards
    - za ulubionego aktora dramatycznego – Tom Hanks

  - Broadcast Film Critics Association Awards
    - za najlepszy scenariusz adaptowany – Frank Darabont
    - najlepszy aktor drugoplanowy – Michael Clarke Duncan

  - First Americans in the Arts Awards
    - za wybitną grę aktora drugoplanowego w filmie – Graham Greene

  - Stowarzyszenie Political Film Society, USA
    - kategoria: Prawa człowieka
- 2001
  - Nagrody filmowe Mainichi
    - nagroda czytelników za najlepszy film obcojęzyczny – Frank Darabont

  - Nagroda publiczności (ang. People’s Choice Awards), USA
    - ulubiony film dramatyczny
    - ulubiony film

## Nominacje
- 2000 r.
  - Akademia Filmowa Oscary
    - najlepszy aktor drugoplanowy – Michael Clarke Duncan,
    - najlepszy film – David Valdes, Frank Darabont,
    - najlepsza muzyka filmowa – Robert J. Litt, Elliot Tyson, Michael Herbick, Willie D. Burton,
    - najlepszy scenariusz adaptowany – Frank Darabont.

  - Akademia Filmów Science Fiction, Fantasy & Horrorów (ang. Academy of Science Fiction, Fantasy & Horror Films, USA) – Nagroda Saturna
    - najlepszy reżyser – Frank Darabont
    - najlepsza muzyka filmowa – Thomas Newman

  - Blockbuster Entertainment Awards
    - ulubiony dramatyczny aktor drugoplanowy – Michael Clarke Duncan
    - ulubiona dramatyczna aktorka drugoplanowa – Bonnie Hunt

  - Bram Stoker Awards
    - za najlepszy scenariusz – Frank Darabont

  - Broadcast Film Critics Association Awards
    - najlepszy film

  - Chicago Film Critics Association Awards
    - najlepszy aktor drugoplanowy – Michael Clarke Duncan
    - najlepiej zapowiadający się aktor – Michael Clarke Duncan

  - Directors Guild of America, USA
    - za wybitne osiągnięcia reżyserskie w filmie – Frank Darabont

  - Złote Globy (ang. Golden Globs)
    - za najlepszą grę aktora drugoplanowego w filmie – Michael Clarke Duncan

  - Złote Satelity (ang. Golden Satellite Awards)
    - za najlepszą grę aktora drugoplanowego, dramat – Doug Hutchison

  - Image Awards
    - za wyróżniającego się aktora filmowego – Michael Clarke Duncan

  - Filmowe nagrody MTV
    - Breakthrough Male Performance – Michael Clarke Duncan
- 2001 r.
  - Nagroda Japońskiej Akademii (ang. Awards of the Japanese Academy)
    - za najlepszy film zagraniczny.

## Miejsca zdjęć
„Zieloną milę” filmowano w:
- Blowing Rock, Karolina Północna, USA
- Columbia, Tennessee, USA
- Lewisburg, Tennessee, USA
- Nashville, Tennessee, USA
- Nolensville, Tennessee, USA
- Shelbyville, Tennessee, USA

## Utwory dźwiękowe z filmu
Lista nie zawiera utworów skomponowanych przez Thomasa Newmana.
1. Fred Astaire – „Cheek to Cheek”
2. Gene Austin – „Did You Ever See A Dream Walking”
3. Guy Lombardo – „Charmaine”